# Enric Mañosas i Barrera
Enric Mañosas i Barrera (Manresa 1927 - Barcelona, 31 de març 1996) fou un empresari, col·leccionista i bibliòfil català. Fou director general i vicepresident del Grup Esteve el 1979.

## Biografia
Fou membre fundador de l'Agrupació Folklòrica Montserratina el 1943 i president del Consell Diocesà d'Acció Catòlica de Barcelona el 1949. També fou membre de l'Agrupació de Bibliòfils de Barcelona, reuní una col·lecció particular de més de 17.000 volums, molts d'ells edicions d'autor, relligats i edicions especials. Fou patró de les fundacions Gran Enciclopèdia Catalana, Sardà-Pujadas i Folch i Torres. També fou membre de l'Associació d'Esbarts Dansaires. El 1993 li fou concedida la Creu de Sant Jordi.